# Takao Sakurai
Takao Sakurai (n. 25 septembrie 1941, Sawara, Prefectura Chiba, Japonia – d. 10 ianuarie 2012, Tokyo⁠(d), Tokyo, Japonia) a fost un boxer ce a reprezentat Japonia, medaliat olimpic. A participat la o ediție a Jocurilor Olimpice (1964) în care a câștigat o medalie de aur.

## Participări
Lista de mai jos prezintă principalele competiții la care a participat Takao Sakurai de-a lungul carierei.
- boxing at the 1964 Summer Olympics – bantamweight[*]